# Buondelmonte (opera)
Buondelmonte è un'opera di Gaetano Donizetti su libretto di Pietro Salatino. L'opera debuttò il 18 ottobre 1834 al Teatro San Carlo di Napoli con Giuseppina Ronzi de Begnis.

## Uno sfortunato debutto
Donizetti firmò il contratto con il San Carlo per una nuova opera, e la scelta del soggetto cadde sul dramma di Schiller Mary Stuart, su libretto del giovane Giuseppe Bardare. Ma la censura napoletana stroncò il libretto, a causa del finale cruento dell'opera. In dieci giorni, Donizetti dovette adattare la musica a un nuovo libretto, "Buondelmonte"; tratto dalle Istorie fiorentine di Machiavelli. L'opera, alla sua prima rappresentazione non ebbe successo e, quasi perseguitando la musica, non ebbe successo neppure alla Scala, nella sua veste originale, la Maria Stuarda, che dopo sei recite fu proibita. Buondelmonte ebbe alcune sporadiche repliche nel corso dell'Ottocento, ma con la ripresa della Stuarda nel 1865 scomparve dal repertorio definitivamente.

## Trama
L'opera narra della faida che lacerò Firenze nel 1200, provocando il contrasto tra le famiglie degli Amidei e dei Donati, che più tardi avrebbe diviso la città tra guelfi e ghibellini.

Irene de' Donati attende il matrimonio con l'amato Buondelmonte, ma le nozze sono invise dalla famiglia Amidei: da Bianca, precedentemente fidanzata di Buondelmonte e tuttora innamorata, e da Mosca, parente degli Amidei, che non sopporta il matrimonio con l'odiata famiglia rivale. Lamberto prende in mano la situazione e uccide Buondelmonte, comunicandolo alla sorella Bianca, che muore per il dolore.

## Struttura musicale
- Sinfonia

### Atto I
- N. 1 - Introduzione e Cavatina di Irene In Firenze ei fè ritorno - Mio bene, deh! vieni a rendere (Coro, Irene, Tedaldo, Eleonora)
- N. 2 - Duetto fra Tedaldo e Buondelmonte In te stesso chiedi al core
- N. 3 - Duetto fra Irene e Buondelmonte Se creda ch'empia sorte
- N. 4 - Cavatina di Bianca Deh! vieni, mio bene, ti ama quest'alma (Bianca, Giovanna)
- N. 5 - Finale I Giuraste ormai di rendervi - Terribile è questo - S'allontani quella stolta (Coro, Bianca, Irene, Buondelmonte, Lamberto, Mosca, Eleonora, Giovanna, Tedaldo)

### Atto II
- N. 6 - Terzetto fra Lamberto, Irene e Buondelmonte Tu ben sai ch'ei fè promise
- N. 7 - Giuramento Se in me dileguisi (Oderigo, Mosca, Lamberto, Uberti, Coro)
- N. 8 - Duetto fra Bianca e Tedaldo Ah! tu ben sai quest'anima
- N. 9 - Coro ed Aria Finale di Bianca Qual giorno! - Lo spiro estremo al cielo darò (Coro, Giovanna, Tedaldo, Lamberto, Oderigo, Mosca, Uberti)